# Sutton Wick (Oxfordshire)
Sutton Wick – wieś w Anglii, w hrabstwie Oxfordshire. Leży 14 km na południe od Oksfordu i 83 km na zachód od Londynu.